# Low (Quebec)
Low es un municipio-cantón de la provincia de Quebec, Canadá y es una de las 1135 municipalidades en las que está dividido administrativamente el territorio de dicha provincia. Cálculos gubernamentales estiman que en fecha del 1° de julio de 2011 en la municipalidad habían 961 habitantes. Low se encuentra en el municipio regional de condado de La Vallée-de-la-Gatineau y a su vez, en la región administrativa de Outaouais. Hace parte de las circunscripciones electorales de Gatineau a nivel provincial y de Pontiac a nivel federal.